# Campionato World Rugby Under-20 2015
Il campionato mondiale giovanile di rugby 2015 fu l'8º campionato mondiale di rugby Under-20 organizzato da World Rugby.
Si tenne in Italia in quattro impianti tra il 2 e il 20 giugno 2015 e fu vinto dalla Nuova Zelanda, che nella finale di Cremona batté 21-16 l'Inghilterra campione uscente.
A retrocedere nell'edizione 2016 del Trofeo cadetto fu Samoa, battuta dall'Italia nella finale per l'undicesimo posto, l'ultimo disponibile per essere qualificati all'edizione successiva.

## Formula
La formula previde la disputa di tre gironi all'italiana di sola andata con classifica finale aggregata: di conseguenza il successivo seeding nella fase a playoff non dipendeva dalla posizione nel girone ma dai punti conquistati. Le quattro squadre meglio piazzate nel seeding disputarono i posti dal primo al quarto, le quattro ultime per i posti dal nono al dodicesimo, posizione questa che comporta la retrocessione nel Trophy; le altre quattro disputarono gli incontri per i posti dal quinto all'ottavo.

## Sedi
| Città     | Stadio                   | Capienza |
| --------- | ------------------------ | -------- |
| Calvisano | Stadio San Michele       | 5 000    |
| Cremona   | Stadio Giovanni Zini     | 20 641   |
| Parma     | Stadio Sergio Lanfranchi | 5 000    |
| Viadana   | Stadio Luigi Zaffanella  | 6 000    |

## Squadre partecipanti
| Girone | Squadra       | Partecipazioni | Edizione precedente |
| ------ | ------------- | -------------- | ------------------- |
| A      | Inghilterra   | 8              | 1                   |
| A      | Francia       | 8              | 6                   |
| A      | Galles        | 8              | 7                   |
| A      | Giappone      | 3              | NP                  |
| B      | Sudafrica     | 8              | 2                   |
| B      | Australia     | 8              | 5                   |
| B      | Samoa         | 6              | 8                   |
| B      | Italia        | 6              | 11                  |
| C      | Nuova Zelanda | 8              | 3                   |
| C      | Irlanda       | 8              | 4                   |
| C      | Argentina     | 8              | 9                   |
| C      | Scozia        | 8              | 10                  |

## Fase a gironi

### Girone A
| Arbitro: | Matthew Carley |

|                                    |      |              |
| 7’ A. Bonneval 13’ Ramos 57’ Blanc | mt   | 62’ G. Smith |
| 13’, 57’ Ramos                     | tr   | 63’ Evans    |
|                                    | c.p. | 30’ D. Jones |

| Arbitro: | Elia Rizzo |

|                                                                                        |    |             |
| 1’ Perkins 5’ Walker 8’, 31’ Townsend 13’, 18’ Morris 38’ Howe 42’ Skinner 80+2’ Witty | mt | 61’ tecnica |
| 1’, 5’, 13’, 18’, 38’, 42’, 80+2’ Jennings                                             | tr | 61’ Noguchi |

| Arbitro: | Ben Whitehouse |

|                                                                              |    |             |
| 3’ Bethune 9’ Delannoy 46’ Doubrere 61’ Cancoriet 63’ Chat 67’, 79’ Fouyssac | mt | 17’ tecnica |
| 3’, 9’ Belleau 61’, 63’, 67’, 79’ Meret                                      | tr | 17’ Noghuci |

| Arbitro: | Brendon Pickerill |

|                                                |      |                     |
| 10’ Clark 18’ Packman 28’ Townsend 65’ Skinner | mt   | 39’ Watkin          |
| 10’, 28’ Jennings                              | tr   | 39’ Evans           |
| 2’, 35’ Jennings                               | c.p. | 31’, 42’, 61’ Evans |

| Arbitro: | Gary Conway |

|                         |      |                             |
| 40’ Chisolm 60’ tecnica | mt   | 20’, 29’ Penaud 44’ Estorge |
| 60’ Evans               | tr   | 20’, 29’, 44’ Ramos         |
| 26’ Jennings 66’ Evans  | c.p. | 5’, 70’ Ramos               |
|                         | drop | 77’ Meret                   |

| Arbitro: | Lloyd Linton |

| |      |            |
| 6’ Evans 10’, 31’ Benham 19’ Phillips 40’, 77’ Josh Adams 45’ Beard 47’ Howells 65’ Belcher 72’ Davies | mt   |            |
| 6’, 10’, 19’, 31’, 45’ Evans 65’, 72’, 77’ Jones                                                       | tr   |            |
| | c.p. | 3’ Noghuci |

#### Classifica girone A
|  | Squadra     | G | V | N | P | P+  | P-  | P±   | MF | MS | BP | PT |
|  | ----------- | - | - | - | - | --- | --- | ---- | -- | -- | -- | -- |
|  | Francia     | 3 | 3 | 0 | 0 | 96  | 35  | +61  | 13 | 4  | 1  | 13 |
|  | Inghilterra | 3 | 2 | 0 | 1 | 107 | 53  | +54  | 15 | 6  | 2  | 10 |
|  | Galles      | 3 | 1 | 0 | 2 | 92  | 52  | +40  | 12 | 7  | 1  | 5  |
|  | Giappone    | 3 | 0 | 0 | 3 | 17  | 172 | -155 | 2  | 26 | 0  | 0  |

### Girone B
| Arbitro: | Shuhei Kubo |

|                                                  |      |                                         |
| 10’ Gunn 27’, 68’ Placid 49’ Deegan 74’ Kellaway | mt   | 40+1’ Winterstein 64’ Dowsing 71’ Adams |
| 27’, 49’, 74’ Deegan                             | tr   | 64’, 71’ Falaniko                       |
| 2’ Deegan                                        | c.p. | 18’ J. Ioane                            |

| Arbitro: | Gary Conway |

|                                                                       |    |             |
| 15’ J. v.d. Merwe 34’ tecnica 37’ H. Liebenberg 65’ Bothma 78’ v. Wyk | mt | 11’ Agbasse |
| 15’, 34’, 37’ Tomson 78’ de Beer                                      | tr |             |

| Arbitro: | Elia Rizzo |

|                                                                |      |              |
| 7’ du Toit 35’ Jenkins 46’ H. Liebenberg 49’ Zas 80+1’ tecnica | mt   | 66’ Leilua   |
| 7’, 49’ Thomson 80+1’ de Beer                                  | tr   |              |
| 4’, 22’, 42’ Thomson                                           | c.p. | 29’ Falaniko |

| Arbitro: | Juan Sylvestre |

|                                           |      |                     |
| 31’ Wilkin 34’ Tuttle 37’ Orr 63’ Korczyk | mt   | 22’ Masato 66’ Luus |
| 31’, 34’, 37’, 63’ Deegan                 | tr   | 66’ Minozzi         |
| 26’ Deegan                                | c.p. | 4’ Minozzi          |

| Arbitro: | William Houston |

|                                        |      |                                                     |
| 5’ Leger 21’ Falaniko 71’ Tuiomanufili | mt   | 3’ Giammarioli 32’ Polledri 45’ Ferraro 52’ Zanetti |
| 5’, 21’, 71’ Falaniko                  | tr   | 3’, 45’ Minozzi                                     |
| 16’, 36’, 60’ Falaniko                 | c.p. |                                                     |

| Arbitro: | Ben Whitehouse |

|                                                                    |      |                           |
| 3’ Vermeulen 18’ Nché 44’ Ngcukana 55’ Thomson 60’ Jenkins 70’ Zas | mt   | 63’ Paia'Aua 79’ Kellaway |
| 3’, 18’, 44’, 55’ Thomson 70’ de Beer                              | tr   |                           |
| 13’, 37’ Thomson                                                   | c.p. | 9’ Deegan                 |

#### Classifica girone B
|  | Squadra   | G | V | N | P | P+  | P- | P±  | MF | MS | BP | PT |
|  | --------- | - | - | - | - | --- | -- | --- | -- | -- | -- | -- |
|  | Sudafrica | 3 | 3 | 0 | 0 | 119 | 26 | +93 | 16 | 4  | 3  | 15 |
|  | Australia | 3 | 2 | 0 | 1 | 78  | 83 | -5  | 11 | 11 | 2  | 10 |
|  | Samoa     | 3 | 1 | 0 | 2 | 60  | 98 | -38 | 7  | 14 | 0  | 4  |
|  | Italia    | 3 | 0 | 0 | 3 | 44  | 94 | -50 | 7  | 12 | 2  | 2  |

### Girone C
| Arbitro: | Lloyd Linton |

|                                                |      |                        |
|                                                | mt   | 43’ Portillo           |
|                                                | tr   | 43’ Miotti             |
| 4’, 36’, 40+1’, 47’, 56’ Carbery 80+1’ Quinlan | c.p. | 6’ Miotti 78’ Boffelli |
|                                                | drop | 30’ Miotti             |

| Arbitro: | Juan Sylvestre |

|                                                                                                 |      |                |
| 19’ Bridge 24’ Li 37’ A. Ioane 41’ Gibson 48’ Karpik 55’ Goodhue 61’ Cridge 71’ Hunt 77’ Faiane | mt   | 16’ Carmichael |
| 19’, 24’, 37’, 41’, 48’, 61’, 77’ Hunt                                                          | tr   | 16’ Hutchinson |
| 7’, 30’, 69’ Hunt                                                                               | c.p. | 11’ Hutchinson |

| Arbitro: | Will Houston |

|                                   |      |                            |
| 12’ Dardis 30’ Oliver             | mt   | 61’ Carmichael 80+2’ Knott |
| 30’ Carbery                       | tr   | 61’, 80+3’ Kinghorn        |
| 21’, 43’, 64’ Carbery 78’ Quinlan | c.p. | 37’, 45’ Horne             |

| Arbitro: | Shohei Kubo |

|                                                      |      |                                   |
| 28’ Laulala 37’ Wainui 64’ Tahuriorangi 66’ A. Ioane | mt   | 70’, 75’ Paolucci                 |
| 28’ Hunt 64’, 66’ Black                              | tr   | 70’, 75’ Miotti                   |
| 15’ Hunt 78’ Black                                   | c.p. | 11’, 17’, 21’ Boffelli 62’ Miotti |
|                                                      | drop | 35’ Ferro                         |

| Arbitro: | Brendon Pickerill |

|                 |      |                                  |
|                 | mt   | 45’ Nairn 53’ Galloway 69’ Wynne |
|                 | tr   | 45’ Kinghorn                     |
| 22’, 36’ Miotti | c.p. | 6’, 9’, 20’, 42’ Kinghorn        |

| Arbitro: | Matthew Carley |

|                        |      |             |
| 18’, 43’ Li 47’ Gibson | mt   |             |
| 43’, 47’ Black         | tr   |             |
| 30’, 41’ Black         | c.p. | 15’ Carbery |

#### Classifica girone C
|  | Squadra       | G | V | N | P | P+  | P- | P±  | MF | MS | BP | PT |
|  | ------------- | - | - | - | - | --- | -- | --- | -- | -- | -- | -- |
|  | Nuova Zelanda | 3 | 3 | 0 | 0 | 125 | 42 | +83 | 16 | 3  | 2  | 14 |
|  | Irlanda       | 3 | 2 | 0 | 1 | 45  | 61 | -16 | 2  | 6  | 0  | 8  |
|  | Scozia        | 3 | 1 | 0 | 2 | 59  | 98 | -39 | 6  | 11 | 1  | 5  |
|  | Argentina     | 3 | 0 | 0 | 3 | 51  | 79 | -28 | 3  | 7  | 2  | 2  |

### Classifica aggregata e seeding
|    | Squadra       | G | V | N | P | P+  | P-  | P±   | MF | MS | BP | PT |
| -- | ------------- | - | - | - | - | --- | --- | ---- | -- | -- | -- | -- |
| 1  | Sudafrica     | 3 | 3 | 0 | 0 | 119 | 26  | +93  | 16 | 4  | 3  | 15 |
| 2  | Nuova Zelanda | 3 | 3 | 0 | 0 | 125 | 42  | +83  | 16 | 3  | 2  | 14 |
| 3  | Francia       | 3 | 3 | 0 | 0 | 96  | 35  | +61  | 13 | 4  | 1  | 13 |
| 4  | Inghilterra   | 3 | 2 | 0 | 1 | 107 | 53  | +54  | 15 | 5  | 2  | 10 |
| 5  | Australia     | 3 | 2 | 0 | 1 | 78  | 83  | -5   | 11 | 11 | 2  | 10 |
| 6  | Irlanda       | 3 | 2 | 0 | 1 | 45  | 61  | –16  | 2  | 6  | 0  | 8  |
| 7  | Galles        | 3 | 1 | 0 | 2 | 92  | 52  | +40  | 12 | 7  | 1  | 5  |
| 8  | Scozia        | 3 | 1 | 0 | 2 | 59  | 98  | –39  | 6  | 11 | 1  | 5  |
| 9  | Samoa         | 3 | 1 | 0 | 2 | 60  | 98  | -38  | 7  | 14 | 0  | 4  |
| 10 | Argentina     | 3 | 0 | 0 | 3 | 51  | 79  | –28  | 3  | 7  | 2  | 2  |
| 11 | Italia        | 3 | 0 | 0 | 3 | 44  | 94  | –50  | 7  | 12 | 2  | 2  |
| 12 | Giappone      | 3 | 0 | 0 | 3 | 17  | 172 | –155 | 2  | 26 | 0  | 0  |

## Fase aplay-off

### 9º-12º posto
|  | Semifinali | Semifinali | Semifinali |           |          | Finale 9º posto  | Finale 9º posto  | Finale 9º posto  |  |
|  |            |            |            |           |          |                  |                  |                  |  |
|  | Argentina  | Argentina  | 46         |           |          |                  |                  |                  |  |
|  | Argentina  | Argentina  | 46         |           |          |                  |                  |                  |  |
|  | Italia     | Italia     | 5          |           |          |                  |                  |                  |  |
|  | Italia     | Italia     | 5          |           | Giappone | Giappone         | 21               |                  |  |
|  |            |            |            |           | Giappone | Giappone         | 21               |                  |  |
|  |            |            | Argentina  | Argentina | 38       |                  |                  |                  |  |
|  | Samoa      | Samoa      | Argentina  | Argentina | 38       | 12               |                  |                  |  |
|  | Samoa      | Samoa      |            |           |          | 12               |                  |                  |  |
|  | Giappone   | Giappone   | 29         |           |          | Finale 11º posto | Finale 11º posto | Finale 11º posto |  |
|  | Giappone   | Giappone   | 29         |           |          |                  |                  |                  |  |
|  |            |            |            |           |          |                  |                  |                  |  |
|  |            |            |            |           |          | Samoa            | Samoa            | 19               |  |
|  |            |            |            |           |          | Samoa            | Samoa            | 19               |  |
|  |            |            |            |           |          | Italia           | Italia           | 20               |  |

#### Semifinali
| Arbitro: | Lloyd Linton |

|                                                                                       |      |          |
| 8’ Miotti 13’, 18’ Bazan Velez 31’ Bartoloni 40+2’ Granella 59’ Dominguez 75’ Baronio | mt   | 75’ Luus |
| 9’, 14’, 32’ Miotti 76’ Boffelli                                                      | tr   |          |
| 54’ Boffelli                                                                          | c.p. |          |

| Arbitro: | Gary Conway |

|                              |      |                                                  |
| 51’ Kueffner 60’ Winterstein | mt   | 25’ Makisi 38’ Noghuci 47’ Horikoshi 55’ tecnica |
| 52’ Falaniko                 | tr   | 39’, 48’, 56’ Noghuci                            |
|                              | c.p. | 74’ Noghuci                                      |

#### Finale per l'11º posto
| Arbitro: | Gary Conway |

|                             |      |                         |
| 15’ Tiatia                  | mt   | 56’, 74’ tecnica        |
| 16’ Falaniko                | tr   | 56’, 74’ Azzolini       |
| 13’, 20’, 46’, 60’ Falaniko | c.p. | 5’ Azzolini 25’ Minozzi |

#### Finale per il 9º posto
| Arbitro: | Elia Rizzo |

|                                                                   |    |                           |
| 20’, 39’ Deheza 26’ Achilli 58’ Larrague 69’ Baronio 75’ Boffelli | mt | 4’, 51’ Tatafu 34’ Yatomi |
| 40’, 59’, 70’, 76’ Boffelli                                       | tr | 5’, 35’, 52’ Noghuci      |

### 5º-8º posto
|  | Semifinali | Semifinali | Semifinali |        |           | Finale 5º posto | Finale 5º posto | Finale 5º posto |  |
|  |            |            |            |        |           |                 |                 |                 |  |
|  | Australia  | Australia  | 31         |        |           |                 |                 |                 |  |
|  | Australia  | Australia  | 31         |        |           |                 |                 |                 |  |
|  | Scozia     | Scozia     | 21         |        |           |                 |                 |                 |  |
|  | Scozia     | Scozia     | 21         |        | Australia | Australia       | 28              |                 |  |
|  |            |            |            |        | Australia | Australia       | 28              |                 |  |
|  |            |            | Galles     | Galles | 23        |                 |                 |                 |  |
|  | Irlanda    | Irlanda    | Galles     | Galles | 23        | 12              |                 |                 |  |
|  | Irlanda    | Irlanda    |            |        |           | 12              |                 |                 |  |
|  | Galles     | Galles     | 22         |        |           | Finale 7º posto | Finale 7º posto | Finale 7º posto |  |
|  | Galles     | Galles     | 22         |        |           |                 |                 |                 |  |
|  |            |            |            |        |           |                 |                 |                 |  |
|  |            |            |            |        |           | Scozia          | Scozia          | 9               |  |
|  |            |            |            |        |           | Scozia          | Scozia          | 9               |  |
|  |            |            |            |        |           | Irlanda         | Irlanda         | 17              |  |

#### Semifinali
| Arbitro: | Elia Rizzo |

|                                                                |    |                                     |
| 23’, 56’ Placid 44’ Lealaiauloto-Tui 48’ McInerney 63’ Sandell | mt | 6’ Coombes 76’ Galloway 80’ tecnica |
| 49’, 57’, 64’ Deegan                                           | tr | 7’ Kinghorn 77’, 80+1’ Horne        |

| Arbitro: | William Houston |

|                      |      |                                |
| 44’ Gaffney 71’ Rock | mt   | 3’ Howells 9’ Davies 15’ Adams |
| 45’ Carbery          | tr   | 10’, 16’ Evans                 |
|                      | c.p. | 37’ Evans                      |

#### Finale per il 7º posto
| Arbitro: | Shuhei Kubo |

|                            |      |                          |
|                            | mt   | 9’, 72’ Fitzgerald       |
|                            | tr   | 10’ Carbery 73’ Ringrose |
| 6’, 24’ Kinghorn 69’ Horne | c.p. | 50’ Ringrose             |

#### Finale per il 5º posto
| Arbitro: | Lloyd Linton |

|                                |      |                                                         |
| 14’ Adams 68’ Benham 79’ Lewis | mt   | 5’ Korczyk 19’ Lealaiauloto-Tui 62’ Fainga'a 66’ Placid |
| 80’ Jones                      | tr   | 6’, 20’, 63’, 67’ Deegan                                |
| 48’, 56’ Jones                 | c.p. |                                                         |

### 1º-4º posto
|  | Semifinali    | Semifinali    | Semifinali    |               |             | Finale          | Finale          | Finale          |  |
|  |               |               |               |               |             |                 |                 |                 |  |
|  | Nuova Zelanda | Nuova Zelanda | 45            |               |             |                 |                 |                 |  |
|  | Nuova Zelanda | Nuova Zelanda | 45            |               |             |                 |                 |                 |  |
|  | Francia       | Francia       | 7             |               |             |                 |                 |                 |  |
|  | Francia       | Francia       | 7             |               | Inghilterra | Inghilterra     | 16              |                 |  |
|  |               |               |               |               | Inghilterra | Inghilterra     | 16              |                 |  |
|  |               |               | Nuova Zelanda | Nuova Zelanda | 21          |                 |                 |                 |  |
|  | Sudafrica     | Sudafrica     | Nuova Zelanda | Nuova Zelanda | 21          | 20              |                 |                 |  |
|  | Sudafrica     | Sudafrica     |               |               |             | 20              |                 |                 |  |
|  | Inghilterra   | Inghilterra   | 28            |               |             | Finale 3º posto | Finale 3º posto | Finale 3º posto |  |
|  | Inghilterra   | Inghilterra   | 28            |               |             |                 |                 |                 |  |
|  |               |               |               |               |             |                 |                 |                 |  |
|  |               |               |               |               |             | Sudafrica       | Sudafrica       | 31              |  |
|  |               |               |               |               |             | Sudafrica       | Sudafrica       | 31              |  |
|  |               |               |               |               |             | Francia         | Francia         | 18              |  |

#### Semifinali
| Arbitro: | Ben Whitehouse |

|                                             |      |             |
| 12’, 31’, 54’ Li 28’, 35’ Ioane 78’ Goodhue | mt   | 10’ Castets |
| 12’, 28’, 31’, 35’, 54’, 78’ O. Black       | tr   | 11’ Ramos   |
| 5’ O. Black                                 | c.p. |             |

| Arbitro: | Brendon Pickerill |

|                              |      |                                       |
| 78’ Jaer 80+1’ D. du Plessis | mt   | 26’ Chisholm 40’ tecnica 71’ Tompkins |
| 78’, 80+1’ Thomson           | tr   | 40’, 71’ Jennings                     |
| 8’, 21’ Thomson              | c.p. | 5’, 11’, 55’ Jennings                 |

#### Finale per il 3º posto
| Arbitro: | Matthew Carley |

|                                        |      |                                              |
| 11’ A. Bonneval 43’ Delannoy 49’ Blanc | mt   | 22’ du Toit 29’ Jenkins 35’, 40’ D. du Preez |
|                                        | tr   | 22’, 29’, 35’, 40’ Thomson                   |
| 9’ Meret                               | c.p. | 67’ Thomson                                  |

#### Finale
| Arbitro: | Will Houston |

|                       |      |                        |
| 26’ Aso 46’ A. Ioane  | mt   | 4’ Clark               |
| 46’ O. Black          | tr   | 4’ Jennings            |
| 9’, 37’, 58’ O. Black | c.p. | 13’, 50’, 56’ Jennings |